# Jaco Pastorius

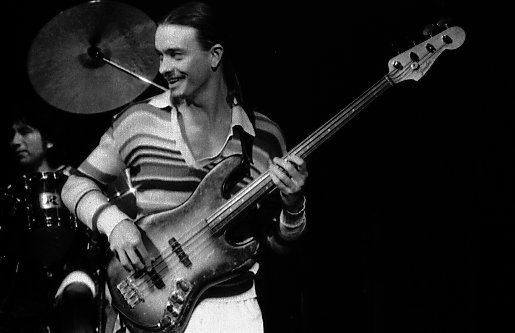
Jaco Pastrorius.

John Francis Anthony "Jaco" Pastorius III (Norristown, Pennsilvània, 1 de desembre de 1952 – Fort Lauderdale, Florida, 21 setembre de 1987) va ser un baixista i compositor estatunidenc. És considerat un dels baixistes més influents de tots els temps.
Amb la promoció aconseguida amb el seu àlbum de debut en solitari i Black Market de Weather Report, tots dos de l'estiu de 1976, Jaco va ser coronat com la gran sensació de la indústria, el referent per a una nova generació, l'artista que estava canviant tot sol el rol del baix elèctric. La facilitat amb què tocava no tenia precedents en la curta història del seu instrument, inventat només 25 anys abans.
Pastorius va treure els trasts al seu baix Fender Jazz Bass model de 1954, transformant-lo en un fretless, varietat del baix fins ara poc coneguda i utilitzada, la sonoritat i tècnica són més semblants a les del contrabaix acústic, més dolça que el baix elèctric tradicional, i que juntament amb la particular posició de la mà dreta utilitzada per Jaco conformen aquest so únic que és la seva marca de fàbrica.
Combinant trets estilístics provinents del jazz i del funk, i popularitzant l'ús de tècniques com els armònics o el baix sense trasts, la seva inventiva anava molt més lluny de tot el que havien fet pioners com Monk Montgomery, James Jamerson, Duck Dunn o Jerry Jemmott.
El 1982 se li va diagnosticar un trastorn bipolar, que combinat amb l'abús de drogues li va acabar provocant un comportament erràtic que el duria a morir als 35 anys en una baralla amb el porter d'un bar musical.

## Trajectòria
Fill i net de bateries, va començar a tocar aquest instrument de petit, fins que una lesió al braç el va obligar a canviar d'instrument. Als 15 anys va començar a tocar el baix, i en els 3 anys següents va començar a desenvolupar l'estil que el faria famós, tocant en bandes de R&B.
Va estar 10 mesos de gira entre 1972 i 1973 amb Wayne Cochran and his C.C. Riders, mentre seguia estudiant les gravacions dels seus ídols: Charles Sherrell, Bernard Odum (baixistes amb James Brown als 60), Jerry Jemmott, Tommy Cogbill, Duck Dunn, Paul Chambers i altres; i rebia lliçons de teoria, arranjaments i composició de l'aleshores director musical de la banda, Charlie Brent.
Posteriorment va tocar en un quartet estable amb Ira Sullivan. L'hivern del 1973 va conèixer Paul Bley, l'estiu de 1974 va treballar en el quartet Paul Bley/Pat Metheny/Jaco Pastorius/Bruce Ditmas, i durant aquest període també va tocar en trio amb Metheny i Bob Moses.
A finals de l'estiu de 1975 va conèixer Bobby Colomby, l'A&R que li aconseguí l'audició amb els executius d'Epic, segell que va editar l'àlbum Jaco Pastorius l'any següent. Aquest disc, amb composicions del mateix Pastorius i versions del Donna Lee de Charlie Parker i de Speak Like a Child de Herbie Hancock, va ser tota una revolució en el camp del baix elèctric, i va ser aclamat per públic i crítica.
A finals de 1975 va tocar amb Blood, Sweat and Tears durant tres mesos, i a començaments de 1976 va substituir a Alphonso Johnson a la formació Weather Report, a mitja gravació del disc Black Market. Les seves qualitats com a baixista, compositor i showman el van convertir en una part vital d'aquesta banda, que va veure com augmentava el seu nombre de seguidors arreu del món.
Jaco era un fanàtic admirador del grup de Jazz Fusion Weather Report, havent, en anys anteriors al seu debut discogràfic, "assetjat" el líder d'aquest grup, Joe Zawinul perquè li donés el lloc de baixista a la banda, amb l'argument que ell era "El millor baixista del món". Tot i l'explicable resistència inicial de Zawinul, finalment Pastorius va aconseguir que escoltés una cinta amb la seva música. Zawinul va quedar molt impressionat sobretot pel particular so de Pastorius, pensant en un primer moment que a la cinta que Pastorius li havia donat aquest havia tocat un contrabaix. Al cap de poc, el baixista de Weather Report d'aquell moment, Alphonso Johnson, va abandonar la banda i Zawinul li va oferir instantàniament a Pastorius reemplaçar-lo.
Jaco va tocar amb Weather Report des de 1976 fins al 1981, probablement la millor època de la llegendària banda, que ha quedat registrada en diversos discs gravats tant en estudi com en viu. També va tenir l'oportunitat de realitzar extenses gires per diferents països del món.
Durant la seva estada a Weather Report, Pastorius va deixar la seva petjada en la història del jazz, especialment amb la gravació d'un dels discos de jazz fusió més populars de tots els temps, Heavy Weather, que va ser nominat als premis Grammy, i inclou algunes de les seves composicions més famoses, com Teen Town.
Al llarg de la seva carrera musical, Pastorius va participar en nombroses sessions de gravació per a altres músics, dins i fora dels cercles jazzístics. D'entre totes aquestes col·laboracions, destaquen els quatre discos en què va treballar de la cantautora Joni Mitchell: Hejira (1976), Don Juan's Reckless Daughter (1977), Mingus (1979) i el directe Shadows and Light (1980).
A partir de 1977, la pressió, l'abús de drogues i alcohol i els problemes familiars el van portar a una situació de desequilibri cada cop més acusada. L'agost de 1980 va començar a treballar en el seu segon disc, Word of Mouth, que es va publicar l'estiu de 1981. El 1982 va deixar Weather Report, i va començar a actuar amb la seva pròpia banda, Word of Mouth. Cap al 1985 el seu estat mental ja no li permetia tenir formacions gaire estables, tot i que va formar un trio amb Hiram Bullock i Kenwood Dennard (PDB), i va anar de gira amb Birelli Lagrene i amb Brian Melvin.
El 1985 va gravar una classe magistral en vídeo, Modern Electric Bass, presentada pel seu ídol de joventut Jerry Jemmott.
El 12 de setembre de 1987 va ser agredit per un porter de club i pocs dies després va morir a l'hospital.

## Discografia
1974
- Litlle Beaver: Party Down

- Paul Bley: Jaco

1975
- Pat Metheny: Bright Size Life

- Ira Sullivan: "Portrait of Sal La Rosa" a Ira Sullivan

1976
- Jaco Pastorius
- Weather Report: “Cannon Ball” i “Barbary Coast” a Black Market
- Joni Mitchell: “Coyote”, “ Hejira”, “Black Crow” i “Refuge of the Roads” a Hejira
- Ian Hunter: All-American Alien Boy

- Albert Mangelsdorff: Trilogue-Live!
- Al Di Meola "Suite: Golden Dawn" a Land of the Midnight Sun

1977
- Weather Report: Heavy Weather
- Joni Mitchell: Don Juan's Reckless Daughter
- Airto: "Nativity" a I'm Fine, How Are You

1978
- Weather Report: Mr. Gone
- Herbie Hancock: "Good Question" a Sunlight
- Tom Scott: "Lost Inside the Love of You" a Intimate Strangers
- Flora Purim: Everyday Everynight
- Cockrell & Santos: "I Tried It All" a New Beginnings

1979
- Weather Report: 8:30
- Weather Report: Havana Jam I & II
- Joni Mitchell: Mingus
- Joni Mitchell: Shadows and Light
- Michel Colombier: Michel Colombier

1980
- Weather Report: Night Passage
- Herbie Hancock: "4 a.m." a Mr. Hands

1981
- Word of Mouth
- The Birthday Concert

1982
- Weather Report: Weather Report
- Bob Mintzer: "I Don't Know" i "Spiral" a Source

1983
- Invitation

1984
- Randy Bernsen: "Olde Hats" i "Windsong" a Music for Planets, People and Washing Machines

1985
- Brian Melvin: Night Food
- Deadline: "Makossa Soul" a Down by Law
- Jimmy Cliff: "Brown Eyes" a Cliff Hanger

1986
- Mike Stern: "Mood Swings" a Upside Downside
- Brian Melvin: Jazz Street
- Brian Melvin: Nightfood
- Brian Melvin: Standards Zone
- Bireli Lagrene: Stuttgart Aria
- Bireli Lagrene: Live in Italy
- Randy Bernsen: "Swing Thing" i "Califoric" a Mo' Wasabi

1988
- Randy Bernsen: "Paradise Citizens" a Paradise Citizens

## Videografia
Joni Mitchell: Shadows and Light (1979), Warner Bros.
Live at Montreal Jazz Festival (1982), ITM/Jazz Door
Modern Electric Bass (1986), Warner Bros.